# Битва у ручья Колето
Битва при Колето (англ. The Battle of Coleto, исп. Batalla de Coleto), также известная как Битва у ручья Колето (англ. Battle of Coleto Creek), Битва на прерии (англ. Battle of the Prairie) и (исп. Batalla del encinal del Perdido) произошла 19—20 марта 1836 года в ходе Голиадской кампании Техасской революции в округе Голиад, (штат Техас). Битва закончилась победой мексиканской армии.
Большинство сдавшихся техасских солдат позже были истреблены в Голиадской резне 27 марта 1836 года. Битва продемонстрировала недооценку техасским командиром Джеймсом Фэннином-младшим сил мексиканской армии и его неспособность принимать быстрые решения в ходе сражения. Мексиканский командир Хосе де Урреа, напротив, был хорошо осведомлён о планах техасцев и умел хорошо использовать благоприятные возможности. Несмотря на отсутствие военной подготовки, техасцы показали хорошую боевую дисциплину. Благодаря этой победе популярность Урреа по сравнению с остальными мексиканскими генералами весьма выросла, что породило ревность к нему со стороны Санта-Анны — главнокомандующего мексиканскими силами. Удачный итог битвы внушил мексиканским лидерам чрезмерную самонадеянность, заставив их поверить в то, что окончательная победа над Техасом уже близка.

## Предыстория
Полковник Джемс Фэннин в конце 1835 — начале 1836 года возглавлял техасские силы в форте Дефаэнс. В ходе осады Аламо (февраль 1836 г.) он предпринял марш на 100 миль, спеша на помощь осажденным техасцам. Но ввиду плохой подготовки к походу и слуха о появлении сил генерала Урреа под Голиадом ему пришлось повернуть назад. После падения Аламо перед силами Санта-Анны техасцы получили приказ генерала Хьюстона отступать к Виктории. Поэтому Фэннин оставил форт и без спешки двинулся в отступление.
Отступление из Голиада началось в сильный туман в 9.00 утра 19 марта. Техасские силы состояли из отрядов «San Antonio Greys», «Red Rovers», «Mustangs» под командой Барра Дюваля, ополченцев из Рефухио, которыми командовал некий Фрэзер, техасскими регулярными силами под командой Айры Уестоувера и «Mobile Greys». Техасцы везли 9 тяжёлых орудий различных калибров и тысячу мушкетов. Однако Фэннин не позаботился о том, чтобы захватить достаточное количество еды и воды. Повозки с тяжёлой амуницией волокли усталые и голодные быки. В 11 часов техасская повозка сломалась при переправе через реку Сан-Антонио. Необходимо было вытащить орудие из реки, и Фэннин приказал отпустить быков на выпас, на время пока техасцы не пройдут ещё одну милю от ручья Манауилья. В результате отступление остановилось. Джон Шакельфорд, Барр Х. Дюваль и Айра Уестоувер оспаривали решение Фэннина дать быкам попастись, ссылаясь на необходимость продолжать отступление до оврага Колето Крик, где можно укрыться. Шакельфорд заявлял, что Фэннин ссылался на слабость мексиканской армии и на то, что Урреа не последует за их отрядом.

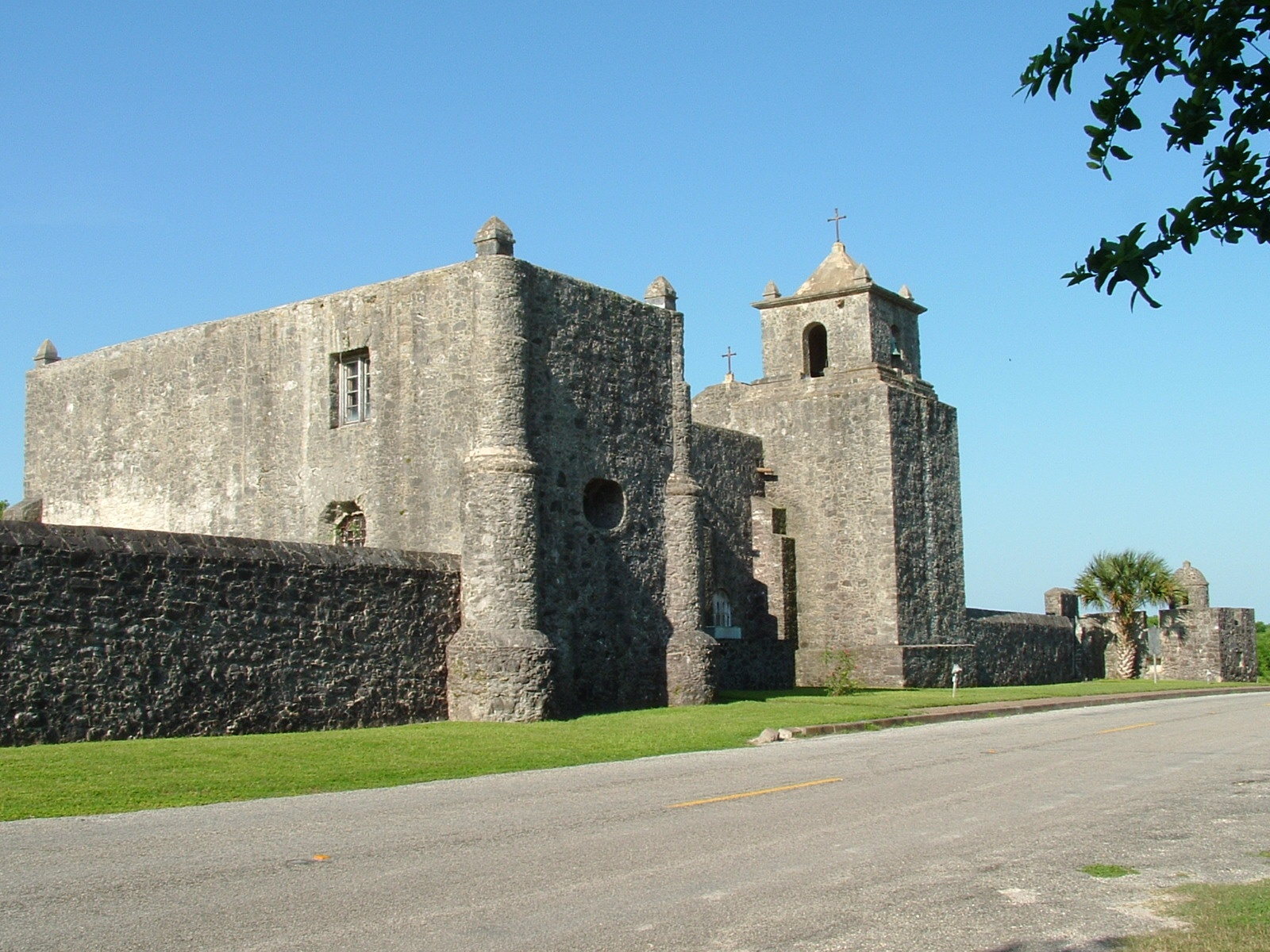
Современное изображение Presidio La Bahía.

Урреа не предполагал, что техасцы начнут отступление раньше 11.00. Он бросился в погоню, оставив свою артиллерию и часть людей в Голиаде. Согласно мексиканским источникам его силы составляли 80 всадников и 360 пехотинцев. Конные разведчики установили местоположение и численность техасцев, из чего Урреа заключил, что численность врага меньше, чем он первоначально думал. Поэтому он отправил сотню солдат назад в Голиад для поддержки охраны Президио-ла-Байя. Он также распорядился, чтобы ему доставили артиллерию, которую он оставил в Голиаде. Эскортировать пушки должна была часть солдат, которых он посылал в Голиад.
Тем временем 30 кавалеристов Нортона развернувшись, прикрывали все стороны техасской позиции. Однако дозорные в тылу не заметили появление мексиканской кавалерии и не подняли тревогу. Вскоре после возобновления марша сломалась другая повозка, её груз распределили по остальным повозкам, что опять задержало движение. Фэннин отправил Хортона обследовать овраг Колето Крик, который был уже в пределах видимости. В этот момент мексиканская кавалерия настигла техасцев. Те поспешили занять высоту, бывшую в 400—500 ярдов от них, но в этот момент сломалась повозка с боеприпасами.

## Битва
Техасские солдаты выстроились в каре по три шеренги глубиной, но высокая трава прерии ограничивала их видимость. У них было мало воды, зато на каждого солдата приходилось 3—4 мушкета. «San Antonio Greys» и «Red Rovers» встали в первую линию, «Mustangs» Дюваля и милиция из Рефухио Фрэзера сформировали тыловую линию. Левый фланг прикрывали солдаты Уестоувера из регулярных сил, правый — «Mobile Greys». На углах каре поставили пушки. Фэннин расположился в тылу правого фланга. Госпитальный фургон Абеля Моргана окружили снайперы. Фургон не мог двигаться — один из быков был убит выстрелами мексиканцев.
Мексиканские солдаты атаковали техасское каре. Против левой стороны каре выступили роты стрелков Моралеса, правую сторону каре атаковали гренадеры и часть батальона Сан-Луиса под личным надзором Урреа. С фронта наступал батальон Хименес под командой полковника Мариано Саласа. Кавалерия полковника Габриэля Нуньеса устремилась на тыл техасцев. Ведя огонь из девяти орудий, отстреливаясь из мушкетов, которых у них было в избытке, встречая мексиканцев в штыки, техасцы отбили три атаки на каре. Урреа заявил, что на него произвел впечатление огонь техасцев и то, как они держали строй во время трёх атак. К закату 19 марта ввиду недостатка боезапаса Урреа приказал прекратить общие атаки техасского каре и бой в основном закончился. Техасский доктор Джозеф Х. Барнард отметил, что до заката было убито семеро техасцев, шестьдесят человек (включая Фэннина) получили ранения, причём сорок из шестидесяти были ранены неоднократно.
После заката Урреа приказал мексиканским снайперам рассредоточиться вокруг техасского квадрата и вести огонь, укрываясь в высокой траве. Потери техасцев ещё более возросли, пока техасские снайперы не заняли позиции и не повели ответный огонь, целясь на вспышки мексиканских выстрелов. Как результат к концу дня 19 марта техасские потери составили, по меньшей мере, 10 человек убитыми и 60 ранеными. Число мексиканских потерь неизвестно. Однако после боя техасцы не были деморализованы. Их ободряла мысль, что Хортон выслал подкрепления из Гуадалупе Виктория на помощь Фэннину. Однако на деле Хортон не смог прорвать линию мексиканской обороны. В этот день после окончания битвы при Рефухио техасские солдаты отступили обратно в Гуадалупе Виктория. До солдат Фэннина доносились звуки стрельбы. Они вымотались и были голодны, каре не двигалось. Для пресечения попыток бегства техасцев Урреа разместил три орудийных расчёта вокруг их каре и в течение ночи будил тревогу у техасцев, заставляя своих горнистов играть ложные сигналы к атаке.
Недостаток воды и отсутствие осветительных огней не давали техасцам возможность оказать медицинскую помощь своим раненым. Мучения, испытываемые ранеными, и ночная непогода подорвали боевой дух техасцев. Недостаток воды, необходимой для промывки и охлаждения пушечных стволов, сказался и на боеготовности техасской артиллерии. В бою 19 марта артиллеристы также потеряли многих товарищей и орудийной амуниции. Обсуждая все эти проблемы, Фэннин и офицеры пришли к выводу, что они не смогут выстоять на следующий день. Мысль о побеге под покровом ночи и поиске более обороноспособной позиции до того как Урреа получит подкрепления, была отвергнута техасцами, которые отказывались оставить раненых друзей и родственников, неспособных к бегству. Поэтому техасцы решили держать нынешнюю позицию и на следующий день. Тем временем к Урреа подошли свежие войска, захватившие боезапас, два из трёх орудий из Голиада. Он разместил их за косогорами вне поля зрения техасцев.
20 марта в 06:15 мексиканцы заняли боевые позиции. После 1—2 мексиканских пушечных выстрелов Фэннин и офицеры подтвердили своё заключение о неспособности техасцев выстоять ещё один день и решили обсудить почётные условия своей капитуляции. Условия включали положения о лечении раненых техасцев, о присвоении сдавшимся техасцам статуса военнопленных, о последующем их освобождении и выходе в Соединённые Штаты Америки. Однако Санта-Анна ранее постановил, что техасцы могут капитулировать только безоговорочно. Поэтому Урреа не мог дать гарантий, что условия капитуляции техасцев будут соблюдаться Санта-Анной. Тем не менее Урреа обещал выступить перед Санта-Анной в целях соблюдения условий капитуляции, данных им техасцам. Документ о сдаче был подписан Фэннином, Бенджамином С. Уоллесом и Джозефом М. Чадвиком. После подписания документа битва была закончена.

## После битвы

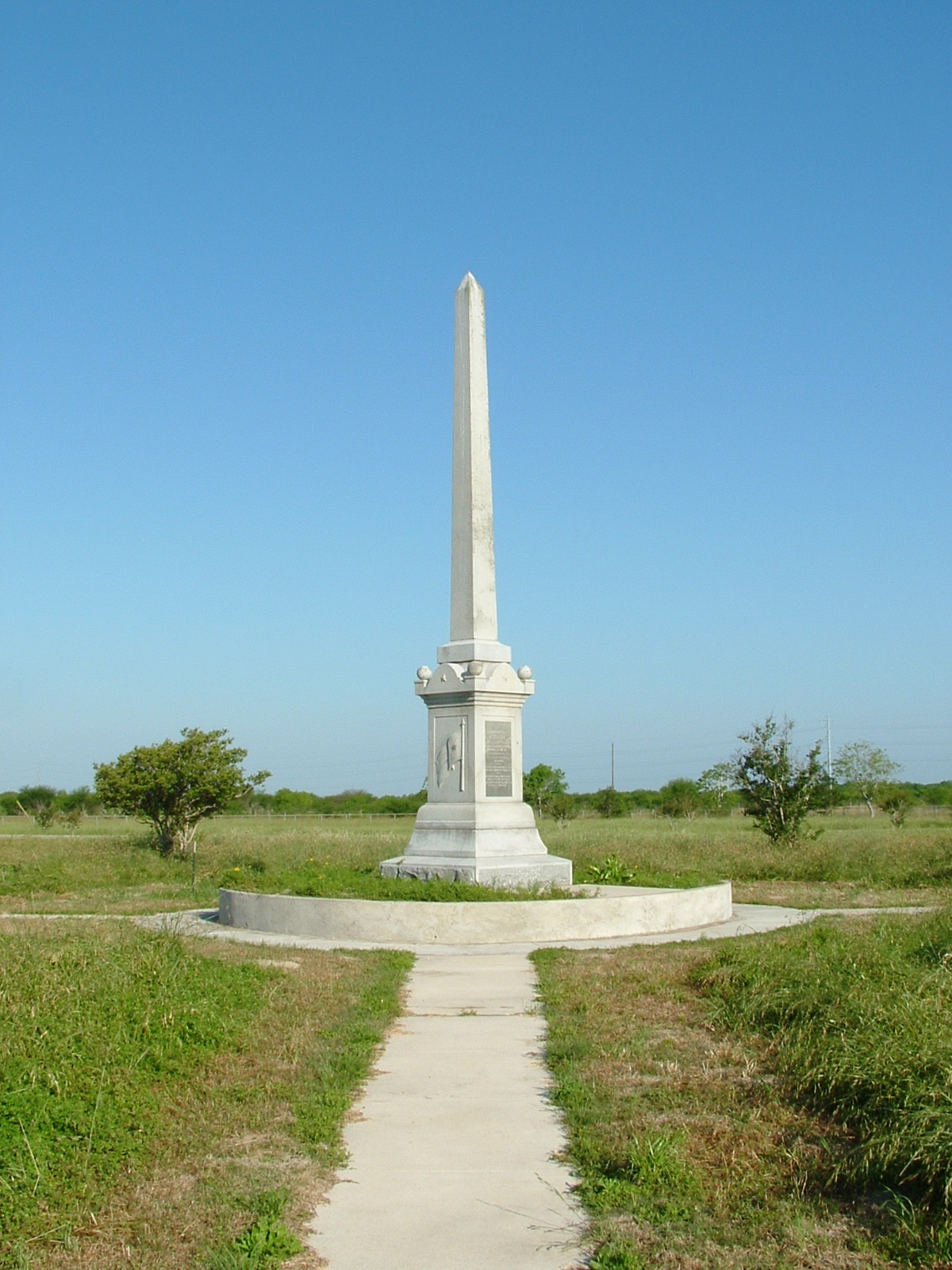
Военный обелиск в историческом парке штата им. Фэннина

Техасцы, которые были в состоянии идти, были отправлены в Голиад под мексиканским эскортом. Техасцы, которые не могли ходить, были доставлены в Голиад 23 мая. Техасским врачам было заявлено, что в первую очередь лечение должны получать мексиканские раненые. Тем временем Урреа отправился в Гуадалупе Виктория, откуда он написал письмо с рекомендацией о мягком обращении с техасскими пленными. Но Санта-Анна не последовал рекомендации Урреа и приказал мексиканским командирам в Голиаде казнить техасских пленных. 27 марта 1836 года Фэннин и другие пленные техасцы были расстреляны мексиканскими солдатами. Эта казнь получила название Голиадской резни.
Значение битвы при Колето было в демонстрации способности неподготовленных техасских солдат подчиняться своим командирам и стоять против мексиканских войск. Битва была проиграна в первую очередь из-за недооценки Фэннином боеспособности противостоящих ему мексиканских сил, его нерешительных и безуспешных действий в ходе битвы, его нежелания взаимодействовать с другими техасскими отрядами, что вообще являлось характерной чертой большинства техасских командиров.